# کارنلوخ
کارنلوخ (به انگلیسی: Carnlough، تلفظ: ‎/kɑːrnˈlɒx/‎ karn-LOKH) یک روستا در شهرستان انتریم، ایرلند شمالی است. کارنلوخ ۲٬۰۴۱ نفر جمعیت دارد.